# Maoridrilus nelsoni
Maoridrilus nelsoni är en ringmaskart som beskrevs av Lee 1959. Maoridrilus nelsoni ingår i släktet Maoridrilus och familjen Acanthodrilidae. Inga underarter finns listade i Catalogue of Life.